# Marino II di Gaeta
Marino II (... – 984) è stato un duca bizantino, duca di Gaeta dal 978 fino alla sua morte.
Figlio di Docibile II di Gaeta e Orania di Napoli, fu nominato duca di Fondi da suo padre e riconosciuto come tale dal fratello maggiore Giovanni II. Asceso al trono dopo la morte del padre, il governo di Giovanni II e il dominio di suo fratello Gregorio, Marino, divenuto Duca di Gaeta, concesse al figlio Marino il possedimento di Fondi. Dopo la sua morte (984) gli succedette il figlio Giovanni.
Il Duca Marino II è citato, con il nome di Marinus consule dux Gaiete, in un documento del 12 novembre 999, in cui l'imperatore Ottone II si pronunciava contro di lui in una contesa con l'Abbazia di Montecassino.
Suo figlio Bernardo divenne vescovo di Gaeta.